# Pierre Bernard Milius
Pour les articles homonymes, voir Milius.
Pierre Bernard Milius (Bordeaux 4 janvier 1773 - Bourbonne-les-Bains 11 août 1829) est un officier de marine français qui participa à l'expédition vers les Terres australes conduite par Nicolas Baudin, fut gouverneur de La Réunion puis administrateur de la Guyane et s'illustra à la bataille de Navarin.

## Biographie
Il s'embarqua à l'âge de 14 ans comme pilotin sur un bâtiment de commerce dont son père était l'armateur, et fit plusieurs voyages aux Antilles de 1787 à 1793. La guerre éclata entre la France et l'Angleterre et il entra donc dans la marine de la République, servant successivement comme chef de timonerie à bord des frégates l'Andromaque et la Fraternité. Nommé aspirant de première classe en 1794, il passa sur la frégate la Précieuse qui faisait partie de l'armée navale aux ordres de l'amiral de Villaret-Joyeuse.

### Missions diverses
Au combat que cette armée soutint le 1er juin 1794 contre l'amiral Howe, Milius chargé d'aller dans un canot porter, sous le feu de l'ennemi, une remorque a un bateau complètement démâté. Il remplit sa mission avec tant d'intelligence et d'intrépidité qu'il obtint en récompense le grade d'enseigne de vaisseau. À la fin 1794, il s'embarqua sur la Virginie et assista aux brillants combats que cette frégate soutint contre les Anglais. En juin 1795, il se trouvait à la bataille de Groix, où il rendit les plus grands services et obtient le grade de lieutenant de vaisseau le 21 mars 1796. Il s'embarqua comme lieutenant de pied chargé du détail sur la Révolution et fit sur ce bateau l'infructueuse bataille d'Irlande. Il passa ensuite sur la frégate l'Immortalité, à bord de laquelle il participa aux trois combats qu'elle soutint sur les côtes d'Irlande. Dans le dernier, la frégate tomba aux mains des Anglais et Milius fut retenu prisonnier. De retour, il s'embarqua sur la frégate le Dix-Août.

### L'expédition Baudin

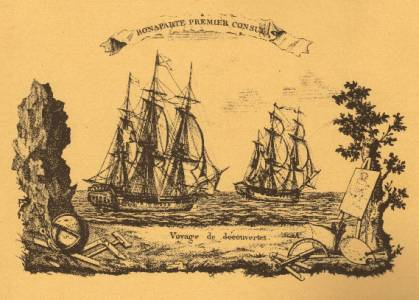
Le Géographe et Le Naturaliste

Pierre Bernard Milius participa à l'expédition conduite par Nicolas Baudin en tant que lieutenant de vaisseau à bord du Naturaliste en 1800 en tant que second, où il devient l'ami de Jean-Baptiste Bory de Saint-Vincent. De fait, dans son Voyage dans les quatre principales îles des mers d'Afrique paru en 1804, ce dernier le présente comme un marin confirmé qui joint amabilité et talents.
Malade durant une partie du voyage, il abandonne l'expédition à Port Jackson, le 18 mai 1802, et parvient à rejoindre l'île de France en février 1803 via la Chine par d'autres moyens. Il prend le 28 septembre 1803 le commandement du Géographe (qui arrive à l'île de France le 7 août) à cause de la mort (de phtisie) de Nicolas Baudin, le 16 septembre. Cette nomination est mal acceptée par le second Freycinet, l'état-major et l'équipe des naturalistes. Milius mène le navire à bon port qui fait son entrée à Lorient le 21 mars 1804.

### Le gouvernement de Bourbon
Milius, alors capitaine de vaisseau et directeur du Port de Brest, est nommé gouverneur de Bourbon le 11 mars 1818 et l'est du 13 septembre 1818 au 14 février 1821, date à laquelle il quitte l'île après avoir demandé son rappel, écœuré qu'il était du peu de reconnaissance des habitants de Bourbon pour ses réalisations. Celles-ci furent particulièrement nombreuses dans le domaine de l'éducation. Ainsi, le 24 décembre 1818, il décide de fonder à Saint-Denis le collège Royal de Bourbon, qu'il place sous la direction du colonel Maingard lorsqu'il ouvre en 1819. Cette même année, il fonde par ailleurs la Société philotechnique de Bourbon afin d'entretenir le goût des arts, des lettres et des sciences dans la colonie. Il introduit la vanille dans l'île en organisant des expéditions dans le monde afin de ramener de nouvelles espèces.
En matière d'aménagement, Milius se révèle également un homme d'action. Il sillonne l'île, dresse de nombreux rapports pour les autorités ministérielles et donne de l'impulsion à plusieurs projets hors du champ de l'instruction qu'il contribue à développer. Ainsi, il préconise le développement de la petite culture et fait construire une jetée au Barachois pour l'embarquement et le débarquement des marchandises. C'est également sous son gouvernement que sont conduits les travaux du canal sur la Rivière Saint-Étienne pour un montant de 400 000 francs qui devait approvisionner Saint-Pierre en eau. Par ailleurs, si l'on en croit Louis Héry, il fut à l'origine de la découverte par le botaniste Nicolas Bréon des sources thermales de Cilaos pour l'avoir envoyé les chercher avec l'aide d'un médecin appelé Sénac.
Il doit sa déconvenue à la poigne qu'il manifesta en utilisant les pouvoirs de commandant et d'ordonnateur de La Réunion que le gouvernement royal avait concentrés en ses mains en tentant de tirer les leçons de la précédente administration, celle d'Hilaire Urbain de Laffite du Courteil. Elle lui créa de nombreux problèmes avec une partie de la population qui l'accusa de despotisme et en fit l'objet de sombres cabales.

### Gouverneur de la Guyane
Milius se retrouve administrateur de la Guyane de 1823 à 1825. Durant ce séjour, il fait remplacer l'ancienne église de Cayenne, l'église Saint-Nicolas, en lançant la construction de la cathédrale Saint-Sauveur qui n'est achevée qu'en 1833, soit bien après son départ.

### La bataille de Navarin
Menée dans le cadre de la Guerre d'indépendance grecque, la bataille de Navarin voit la participation de Milius. À la tête d'un vaisseau de ligne de 80 canons, le Scipion, il s'y illustre.

## Postérité
Une rue de Saint-Denis de La Réunion perpendiculaire à la Rivière Saint-Denis porte actuellement le nom de Pierre Bernard Milius.
Une jetée située au Barachois portait son nom. La jetée Milius déjà abandonné fut détruite par le Cyclone de 1948.
Une espèce de gecko, Underwoodisaurus milii, est nommée en son honneur.